# 鈴木良三 (画家)
鈴木 良三（すずき りょうぞう、1898年3月29日 - 1996年10月19日）は、日本の画家。茨城県水戸市出身。

## 来歴
水戸市で病院長を務めていた父の三男として生まれる。旧制茨城県立水戸中学校（現在の茨城県立水戸第一高等学校）を卒業して、1917年に東京慈恵会医科大学に入学。在学中、叔父の幼なじみの画家中村彝や川端画学校で絵を学ぶ。1922年に東京慈恵医科大学を卒業するも、画家の仲間らによる「金塔社」の結成に参加。同年、帝展に初入選を果たす。1928年から1930年にかけてフランスに渡航する。
1936年に結成された一水会（有島生馬・石井柏亭・安井曾太郎らが参加）の展覧会には、複数にわたり作品を出品した。太平洋戦争中の1943年、従軍画家を委嘱されてビルマに渡った。1946年に一水会の会員となる。日展審査員も務めた。
1996年10月19日、肺炎により東京都中野区の病院で死去した。

### 戦争記録画について
1944年、ビルマ国における記録として油彩画『衛生隊の活躍とビルマ人の好意』を製作。しかし戦後、GHQに軍国主義的であると判断されて他の作家の戦争画とともに没収。1970年（昭和45年）、アメリカ合衆国から無期限貸与の形で返還され、東京国立近代美術館に収蔵された。

## 親族
- 保利耕輔（元衆議院議員）の養父[4]
- 長男：禾甫(いねお)

## 著作
- 『中村彝の周辺』中央公論美術出版, 1978。回想記
- 『芸術無限に生きて　鈴木良三遺稿集』木耳社, 1999。梶山公平編